# 小苅米晛
小苅米 晛（こがりまい けん、1939年 - 1980年8月7日）は、日本の演劇評論家。 
岩手県一戸町出身。早稲田大学文学部演劇学科中退。41歳で急逝した。

## 著書
- 『憑依と仮面 劇的想像力の世界』せりか書房 1972年
- 『葡萄と稲 ギリシア悲劇と能の文化史』白水社 1977年
- 『図像のフォークロア イコン・民俗・ドラマ』駸々堂 1982年
- 『鏡像としての現実 小苅米晛劇評集1971-1980』而立書房 1987年

### 翻訳
- ロジェ・カイヨワ『人間と聖なるもの』せりか書房 1969年、改訳版1994年
- ピエール・グリマル『古代ギリシア・ローマ演劇』白水社 文庫クセジュ 1979年
- ジャン・デュヴィニョー『祭りと文明』紀伊國屋書店 1980年
- マルセル・ドゥティエンヌ『アドニスの園 ギリシアの香料神話』鵜沢武保共訳 せりか書房 1983年

## 参考
- 『図像のフォークロア イコン・民俗・ドラマ』略歴、山口昌男による序文